# قضاء غور الصافي
قضاء غور الصافي قضاء يقع في لواء الأغوار الجنوبية، محافظة الكرك في الأردن. ينتمي القضاء للواء الأغوار الجنوبية الذي يضم قضائين. يقدر عدد سكانه بـ 33508 نسمة حسب إحصاء 2015.

## الوصلات الخارجية
- دائرة الاحصاءات العامة